# Seaca
Seaca es una comuna ubicada en el distrito de Teleorman, Rumania.

## Superficie
Posee una superficie de 98,67 kilómetros cuadrados.

## Demografía
Hasta 2021 la población era de 2212 habitantes, con una densidad de población de 22,42 habitantes por kilómetro cuadrado.